# Jimmy Casper
Jimmy Casper (Montdidier, 1978. május 28. –) korábbi francia profi kerékpáros. Utolsó csapata a francia AG2R La Mondiale volt, ahol 2012 végén fejezte be pályafutását.

## Eredményei
| 1999 1., 4a szakasz - 4 Jours de Dunkerque 1., 1. szakasz - Deutschland-Tour 1., 3. szakasz - Deutschland-Tour 1., 4. szakasz - Deutschland-Tour 1., 8. szakasz - Deutschland-Tour 1., 1a szakasz - Tour de l'Ain 2000 8., összetettben - Tour de Normandie 2001 1., 3. szakasz - Tour Méditerranéen 1., 2b szakasz - Circuit des Mines 1., 2a szakasz - Route du Sud 1., 3. szakasz - Tour du Poitou-Charentes et de la Vienne 6., összetettben - Etoile de Bességes 2002 1. - Kampioenschap van Vlaanderen - Koolskamp 1. - GP Cholet - Pays de Loire 1., 2. szakasz - GP Erik Breukink 1., 6a szakasz - Circuit des Mines 1., 9. szakasz - Tour de l'Avenir 6., Országúti-világbajnokság - Férfi mezőnyverseny 8. - Classic Haribo 2003 1., 3a szakasz - Giro della Liguria 2., összetettben - Driedaagse van West-Vlaanderen 1., 1. szakasz 3. - GP de Villers-Cotteręts 6. - Kuurne - Brussel - Kuurne 8., összetettben - GP Erik Breukink 1., 1. szakasz 8. - GP Jef Scherens - Leuven 2004 1., összetettben - Circuit Franco-Belge 1., 2. szakasz 1., 1. szakasz - 4 Jours de Dunkerque 1., 6. szakasz - Tour of Denmark 1. - Kampioenschap van Vlaanderen - Koolskamp 2., összetettben - Tour de Picardie 1., 4. szakasz 5. - Gent–Wevelgem 6. - Nokere Koerse 7. - Classic Haribo 2005 1. - GP de Denain - Porte du Hainaut 1. - Châteauroux Classic de l'Indre - Trophée Fenioux 1., 5. szakasz - Etoile de Bességes 2., összetettben - Circuit Franco-Belge 2006 1. - GP de Denain - Porte du Hainaut 1., összetettben - Tour de Picardie 1., 3. szakasz 1., 1. szakasz - Tour de France 2. - Tour de Vendée | 2007 1. - Le Samyn 1., összetettben - Driedaagse van West-Vlaanderen 1., 1. szakasz 2008 1., 2. szakasz - Tour Méditerranéen 1., 2. szakasz - Circuit de Lorraine 2. - Classic Loire Atlantique 2. - GP de Denain - Porte du Hainaut 3. - GP de la Ville de Rennes 7. - GP Cholet - Pays de Loire 8., összetettben - Boucles de la Mayenne 1., 2. szakasz 2009 1., 1. szakasz - Etoile de Bességes 1., 2. szakasz - Etoile de Bességes 1., 1. szakasz - Critérium International 1., 2. szakasz - Tour de Gironde 1., 1. szakasz - Ronde de l'Oise 1., 2. szakasz - Tour du Poitou Charentes et de la Vienne 1. - Châteauroux Classic de l'Indre - Trophée Fenioux 1. - Paris - Camembert Lepetit 1. - GP de Denain - Porte du Hainaut 3., összetettben - Tour de Picardie 4. - GP de Fourmies 6., összetettben - Boucles de la Mayenne 1., 1. szakasz 10. - Le Samyn 10. - Tro-Bro Léon 2010 1., 1. szakasz - Tour of Oman 1., 4. szakasz - Tour de Normandie 1., 3. szakasz - Tour de Picardie 1., 3. szakasz - Tour de Belgique 1., 3. szakasz - Volta a Portugal 1. - Val d'Ille U Classic 35 6., összetettben - Tour du Poitou Charentes et de la Vienne 1., 5. szakasz 8. - Scheldeprijs 8. - GP de Denain Porte du Hainaut 10. - GP de la Somme 2011 1., összetettben - Boucles de la Mayenne 1., 2. szakasz 1., 3. szakasz 1., 1. szakasz - Tour de l'Ain 1., 3. szakasz - Tour de Picardie 1. - GP de Denain Porte du Hainaut 7. - Le Samyn 9. - Paris - Troyes 2012 6. - GP d'Isbergues 10. - GP de Denain |

## Grand Tour eredményei
| Grand Tour | 1999    | 2000    | 2001 | 2002    | 2003    | 2004 | 2005 | 2006 | 2007 | 2008    | 2009 | 2010 | 2011 | 2012 |
| ---------- | ------- | ------- | ---- | ------- | ------- | ---- | ---- | ---- | ---- | ------- | ---- | ---- | ---- | ---- |
| Giro       | -       | feladta | -    | -       | feladta | -    | -    | -    | -    | -       | -    | -    | -    | -    |
| Tour       | feladta | -       | 144. | feladta | feladta | 147. | -    | 137. | -    | feladta | -    | -    | -    | -    |
| Vuelta     | -       | -       | -    | -       | -       | -    | 124. | -    | -    | -       | -    | -    | -    | -    |